# بارني براون
بارني براون (بالإنجليزية: Barney Brown)‏ هو لاعب كرة قاعدة أمريكي، ولد في 23 أكتوبر 1908، وتوفي في 1 أكتوبر 1985.